# Cees Krijnen
Cornelis Hendrik “Cees” Krijnen (Velsen, 29 mei 1969) is een Nederlands beeldend kunstenaar.

## Levensloop
Krijnen doorliep in Amsterdam de Gerrit Rietveld Academie en de postacademische opleiding DasArts van de Amsterdamse Hogeschool voor de Kunsten (AHK). In 1999 won hij de Nederlandse kunstprijs Prix de Rome in de discipline Theater/Beeldende kunst, met een reality project genaamd Financing my Parents Divorce. Aansluitend volgde een internationale tournee, de Woman in Divorce Battle on Tour, met tentoonstellingen en performances in New York, Londen, Parijs, Luzern, Milaan, Montreal en andere steden. Hij werkte daarbij samen met, onder andere, carrosserieontwerper Pininfarina, de Britse warenhuisketen Selfridges, de Fondation Cartier pour l'Art Contemporain en de Italiaanse kunstenaar Michelangelo Pistoletto.
De omroep VPRO maakte van deze tournee, alsmede van de onderliggende echtscheidingsperikelen, de documentaire Hollandse Helden, die in 2001 werd bekroond met een Gouden Kalf in de categorie beste korte documentaire.
Krijnen is ook actief als acteur in het theater. In 2002 ontving hij voor de productie Ons soort mensen, met het duo Kas & De Wolf (Ton Kas en Willem de Wolf), de VSCD-Mimeprijs van de Vereniging van Schouwburg- en Concertgebouwdirecties. Zijn theaterproductie Galleryplay volgde twee jaar later.
Krijnen woont in Haarlem en is aangesloten bij de galeries Reuten Galerie in Amsterdam, studio1.1 in Londen en Very Up & Co in New York.
In samenwerking met Gerardjan Rijnders (tekst) en Frédérique Spigt (zang), bracht hij in 2007 de cd-single De Verstekeling uit.
In 2015 nam Krijnen deel met twee fotografische werken aan de tentoonstelling O Muze! in De Hallen, dependance voor moderne kunst van het Frans Hals Museum in Haarlem.
In 2019 participeerde hij met andere kunstenaars in exposities in Castellvm Aqvae te Bloemendaal, Concordia Film Theater Beeldende Kunst te Enschede en in Art on Paper Reuten Galerie te Amsterdam met het werk 'The Nose Bleed Piece'.
Krijnen wijdde in maart en december 2020 een tentoonstelling in Amsterdam en Haarlem ter nagedachtenis aan de in dat jaar overleden Amsterdamse galeriehoudster Antoinette Reuten.

## Publicaties
- G/Blok (2003)
- Krijnen vs Rembrandt (2005)
- TH.EVERYTHING (2011)
- Het Ultieme Zelfportret (2012)
- TH.EVERYTHING #2 (2016)
- Het ultieme zelfportret - Joh, ga een vak leren! (mei 2018)
- TH.EVERYTHING #3 (2019)
- TH.EVERYTHING #4 (2020)
- TH.EVERYTHING #5 - THIS IS NOT A COOKBOOK (2021)